# Nemanja Milunović
Nemanja Milunović (en serbio: Немања Милуновић; Čačak, 31 de mayo de 1989) es un futbolista serbio que juega en la demarcación de defensa para el F. K. Spartak Subotica de la Superliga de Serbia.

## Selección nacional
Hizo su debut con la selección de fútbol de Serbia el 25 de mayo de 2016 en un partido amistoso contra Chipre. El partido acabó con un resultado de 2-1 a favor del combinado serbio tras los goles de Aleksandar Mitrović y Dušan Tadić para Serbia, y un autogol de Nikola Maksimović para Chipre. En su segundo partido con la selección anotó su primer gol con Serbia, de nuevo en un partido jugado en calidad de amistoso contra Israel.

### Goles internacionales
| # | Fecha              | Estadio                             | Oponente | Gol | Resultado | Competición |
| - | ------------------ | ----------------------------------- | -------- | --- | --------- | ----------- |
| 1 | 31 de mayo de 2016 | Estadio Karađorđe, Novi Sad, Serbia | Israel   | 2–1 | 3-1       | Amistoso    |

## Clubes
| Club                      | País        | Año       | Partidos | Goles |
| ------------------------- | ----------- | --------- | -------- | ----- |
| FK Borac Čačak            | Serbia      | 2008      | 4        | 1     |
| FK Mladost Lučani         | Serbia      | 2008-2015 | 157      | 13    |
| FC BATE Borisov           | Bielorrusia | 2015-2019 | 103      | 8     |
| Estrella Roja de Belgrado | Serbia      | 2019-2021 | 87       | 10    |
| Alanyaspor                | Turquía     | 2021-2022 | 32       | 1     |
| Estrella Roja de Belgrado | Serbia      | 2022-2024 | 39       | 1     |
| FK Železničar Pančevo     | Serbia      | 2024-2025 | 28       | 1     |
| F. K. Spartak Subotica    | Serbia      | 2025-     |          |       |

## Palmarés

### Títulos nacionales
| Título                      | Club                      | País        | Año  |
| --------------------------- | ------------------------- | ----------- | ---- |
| Supercopa de Bielorrusia    | FC BATE Borisov           | Bielorrusia | 2015 |
| Copa de Bielorrusia         | FC BATE Borisov           | Bielorrusia | 2015 |
| Liga Premier de Bielorrusia | FC BATE Borisov           | Bielorrusia | 2015 |
| Supercopa de Bielorrusia    | FC BATE Borisov           | Bielorrusia | 2016 |
| Liga Premier de Bielorrusia | FC BATE Borisov           | Bielorrusia | 2016 |
| Supercopa de Bielorrusia    | FC BATE Borisov           | Bielorrusia | 2017 |
| Liga Premier de Bielorrusia | FC BATE Borisov           | Bielorrusia | 2017 |
| Liga Premier de Bielorrusia | FC BATE Borisov           | Bielorrusia | 2018 |
| Superliga de Serbia         | Estrella Roja de Belgrado | Serbia      | 2019 |
| Superliga de Serbia         | Estrella Roja de Belgrado | Serbia      | 2020 |
| Superliga de Serbia         | Estrella Roja de Belgrado | Serbia      | 2021 |
| Copa de Serbia              | Estrella Roja de Belgrado | Serbia      | 2021 |
| Superliga de Serbia         | Estrella Roja de Belgrado | Serbia      | 2023 |
| Copa de Serbia              | Estrella Roja de Belgrado | Serbia      | 2023 |
| Superliga de Serbia         | Estrella Roja de Belgrado | Serbia      | 2024 |
| Copa de Serbia              | Estrella Roja de Belgrado | Serbia      | 2024 |